# Nitidulidae
Famille
Nitidulidae est une famille de petits coléoptères dont certains comme les méligèthes sont des ravageurs des cultures de colza.

## Liste des sous-familles présentes en Europe
- Carpophilinae
- Cillaeinae
- Cryptarchinae
- Epuraeinae
- Meligethinae
- Nitidulinae

## Liste des genres et des sous-familles
Selon Catalogue of Life (1 septembre 2014) :
- genre Apetinus
- genre Carpophilus
- genre Cillaeopeplus
- genre Conotelus
- genre Cyrtostolus
- genre Eunitidula
- genre Eupetinus
- genre Gonioryctus
- genre Goniothorax
- genre Haptoncus
- genre Nesapterus
- genre Nesopetinus
- genre Notopeplus
- genre Omosita
- genre Orthostolus
- genre Stelidota
- genre Urophorus

Selon ITIS (1 septembre 2014) :
- sous-famille Calonecrinae Kirejtshuk, 1982
- sous-famille Carpophilinae Erichson, 1842
- sous-famille Cillaeinae Kirejtshuk & Audisio in Kirejtshuk, 1986
- sous-famille Cryptarchinae C. G. Thomson, 1859
- sous-famille Cybocephalinae Jacquelin du Val, 1858
- sous-famille Maynipeplinae Kirejtshuk, 1998
- sous-famille Meligethinae C. G. Thomson, 1859
- sous-famille Nitidulinae Latreille, 1802